# Brian McGinlay
Brian Robert McGinlay (Glasgow, 24 augustus 1945) is een voormalig voetbalscheidsrechter uit Schotland die internationaal actief was van 1976 tot 1992. Hij was onder meer actief bij het EK voetbal 1980 in Italië, en bij de Olympische Spelen van 1984 in Los Angeles, Verenigde Staten, waar hij de troostfinale leidde tussen Joegoslavië en Italië.

## Interlands
| Datum      | Wedstrijd                    | Uitslag | Competitie        | Kreeg geel | Kreeg voor de tweede keer geel en dus rood | Weggestuurd |
| ---------- | ---------------------------- | ------- | ----------------- | ---------- | ------------------------------------------ | ----------- |
| 21-08-1976 | IJsland – Luxemburg          | 3 – 1   | Vriendschappelijk | ?          | ?                                          | ?           |
| 27-02-1977 | Israël – Zuid-Korea          | 0 – 0   | WK-kwalificatie   | ?          | ?                                          | ?           |
| 28-05-1977 | Noord-Ierland – Engeland     | 1 – 2   | Home Championship | ?          | ?                                          | ?           |
| 19-05-1979 | Sovjet-Unie – Hongarije      | 2 – 2   | EK-kwalificatie   | ?          | ?                                          | 1           |
| 10-10-1979 | Spanje – Joegoslavië         | 0 – 1   | EK-kwalificatie   | ?          | ?                                          | 2           |
| 13-05-1980 | Engeland – Argentinië        | 3 – 1   | Vriendschappelijk | ?          | ?                                          | ?           |
| 04-06-1980 | Finland – Bulgarije          | 0 – 2   | WK-kwalificatie   | ?          | ?                                          | ?           |
| 16-06-1980 | West-Duitsland – Griekenland | 0 – 0   | EK-eindronde      | 1          | 0                                          | 0           |
| 20-05-1981 | Engeland – Wales             | 0 – 0   | Home Championship | ?          | ?                                          | ?           |
| 14-10-1981 | Nederland – België           | 3 – 0   | WK-kwalificatie   | ?          | ?                                          | 1           |
| 01-09-1982 | IJsland – Nederland          | 1 – 1   | EK-kwalificatie   | ?          | ?                                          | ?           |
| 27-04-1983 | Oostenrijk – West-Duitsland  | 0 – 0   | EK-kwalificatie   | 5          | 0                                          | 0           |
| 22-05-1984 | Wales – Noord-Ierland        | 1 – 1   | Home Championship | ?          | ?                                          | ?           |
| 30-07-1984 | Brazilië – Saoedi-Arabië     | 3 – 1   | Olympische Spelen | 3          | 0                                          | 0           |
| 05-08-1984 | Italië – Chili               | 1 – 0   | Olympische Spelen | 8          | 0                                          | 0           |
| 10-08-1984 | Joegoslavië – Italië         | 2 – 1   | Olympische Spelen | 2          | 0                                          | 0           |
| 17-11-1984 | Cyprus – Hongarije           | 1 – 2   | WK-kwalificatie   | ?          | ?                                          | ?           |
| 02-05-1985 | Bulgarije – Frankrijk        | 2 – 0   | WK-kwalificatie   | ?          | ?                                          | ?           |
| 30-10-1985 | Sovjet-Unie – Noorwegen      | 1 – 0   | WK-kwalificatie   | ?          | ?                                          | ?           |
| 05-06-1991 | Finland – Nederland          | 1 – 1   | EK-kwalificatie   | ?          | ?                                          | ?           |